# Ngataki
Ngataki is een plaats op het Noordereiland in Nieuw-Zeeland. Het ligt ten zuiden van Te Kao en ten noorden van Houhora op het Aupouri-schiereiland.
De plaats valt onder de regio Northland, in de Far North District. Aan de westkant loopt het strand Ninety Mile Beach en aan de oostkant de stranden van de Great Exhibition Bay en Rarawa Bay. Rarawa Beach is een toeristische trekpleister met een eigen campingplaats. Er worden ook af en toe surfwedstrijden gehouden.
De plaats wordt doorsneden door de State Highway 1. Het kent een eigen school en een ontmoetingshuis van de Maori-stam (Iwi) Ngati Kuri. In 2009 hielpen kinderen van de school mee met het planten van duin en strandplanten om het strand van Rarawa Beach maar ook het land beter te beschermen in het kader van een natuurherstelproject.